# Guliko Sagaradse
Guram ("Guliko") Sagaradse (georgisch გურამ (გულიკო) საღარაძე; * 21. März 1939 in Tiflis) ist ein ehemaliger sowjetischer Ringer aus der Georgischen SSR, zweifacher Weltmeister und Gewinner der Silbermedaille bei den Olympischen Spielen 1964 in Tokio im freien Stil im Weltergewicht.

## Werdegang
Guliko Sagaradse stammt aus Georgien. Dort begann er als Jugendlicher mit dem Ringen und wurde nach ersten regionalen Erfolgen zum Ringerzentrum in Tiflis delegiert. Er reifte hier zu einem hervorragenden Freistilringer heran.
1961 machte er erstmals auf sich aufmerksam, als er in einem Vergleichskampf Georgien gegen Iran den mehrfachen Weltmeister Imam-Ali Habibi nach Punkten besiegte. 1963 wurde er dann vom sowjetischen Ringerverband erstmals bei einer internationalen Meisterschaft eingesetzt. Bei der Weltmeisterschaft in Sofia absolvierte er dabei ein überzeugendes Debüt und wurde mit vier Siegen und einem Unentschieden gegen İsmail Ogan aus der Türkei Weltmeister.
Bei den Olympischen Spielen 1964 in Tokio blieb er in sechs Kämpfen ungeschlagen, gewann aber doch nur die Silbermedaille, weil er gegen İsmail Ogan und gegen Mohammad-Ali Sanatkaran nur Unentschieden rang, während Ogan gegen Sanatkaran gewann und damit Olympiasieger wurde.
Bei der Weltmeisterschaft 1965 in Manchester war dann Guliko wieder der Beste. Ogan war nicht mehr dabei und Guliko reichten vier Siege und ein Unentschieden gegen Sanatkaran zum Titelgewinn. Bei der Weltmeisterschaft 1966 in Toledo/USA wurde Guliko Vize-Weltmeister, denn er verlor im Finale gegen Mahmut Atalay aus der Türkei und auch bei der Weltmeisterschaft 1967 in Neu-Delhi belegte er den zweiten Platz. Er siegte dabei zwar gegen Titelverteidiger Mahmut Atalay, musste aber gegen den alle überraschenden Franzosen Daniel Robin eine Niederlage einstecken.
Bei der Europameisterschaft 1968 in Skopje kam Guliko nur auf den 3. Platz, wobei er nach fünf Siegen gegen Károly Bajkó aus Ungarn verlor. Dieser 3. Platz war den sowjetischen Sportfunktionären zu wenig und kostete Guliko die Olympiateilnahme in Mexiko-Stadt. Die Sowjetunion setzte dort Juri Schachmuradow ein, der aber nur auf den 6. Platz kam.
Nach Beendigung seiner Laufbahn als aktiver Ringer wurde Guliko Sagaradse Trainer in Tiflis. Einer seiner besten Schüler war der mehrfache Weltmeister im freien Stil im Schwergewicht Dawit Gobedschischwili.

### Internationale Erfolge
(OS = Olympische Spiele, WM = Weltmeisterschaft, EM = Europameisterschaft, F = freier Stil, We = Weltergewicht, damals bis 73 kg Körpergewicht)
- 1963, 1. Platz, WM in Teheran, F, We, mit Siegen über J. Martens, Südafrika, Jürgen Wiechmann, DDR, Tefik Demiri, Jugoslawien und Petko Dermendschiew, Bulgarien und einem Unentschieden gegen İsmail Ogan, Türkei
- 1964, Silbermedaille, OS in Tokio, F, We, mit Siegen über Job Mayo, Philippinen, Shakar Irhan Shakar, Afghanistan, Madho Singh, Indien, Philipp Oberlander, Kanada und Unentschieden gegen İsmail Ogan und Mohammad-Ali Sanatkaran, Iran
- 1965, 1. Platz, WM in Manchester, F, We, mit Siegen über Kurt Elmgren, Schweden, Russell Camilleri, USA, Joseph Feeney, Irland, Petko Dermendschiew und Yasuo Watanabe, Japan und ein Unentschieden gegen Mohammad-Ali Sanatkaran
- 1966, 2. Platz, WM in Toledo/USA, F, We, mit Siegen über Jesus Blanco, Argentinien und Len Kauffman, USA, einem Unentschieden gegen Yasuo Watanabe und einer Niederlage gegen Mahmut Atalay, Türkei
- 1967, 2. Platz, WM in Neu-Delhi, F, We, mit Siegen über Klaus Kasel, DDR, Mahmut Atalay, Tatsuo Sasaki, Japan und Pürewiin Dagwasüren, Mongolei und einer Niederlage gegen Daniel Robin, Frankreich
- 1968, 3. Platz, EM in Skopje, F, We, mit Siegen über Martin Heinze, DDR, Jimmy Martinetti, Schweiz und Tefik Demiri, Unentschieden gegen Musa Aliew, Bulgarien und Basri Yılmaz, Türkei und einer Niederlage gegen Károly Bajkó, Ungarn